# Oltre il ponte (serie televisiva)
Oltre il ponte (Brooklyn Bridge) è una serie televisiva statunitense in 33 episodi trasmessi per la prima volta nel corso di 2 stagioni dal 1991 al 1993.
È una sitcom incentrata sulle vicende di una famiglia ebrea statunitense che vive a Brooklyn a metà degli anni 1950. La premessa è parzialmente basata sull'infanzia di produttore esecutivo e creatore Gary David Goldberg. La serie vinse un Golden Globe nel 1992 e fu candidata per 8 Emmy Award. Nel 1997, l'episodio When Irish Eyes Are Smiling fu classificato al 46º posto nella classifica dei 100 più grandi episodi televisivi di tutti i tempi di TV Guide.

## Personaggi e interpreti

### Personaggi principali
- Sophie Berger (33 episodi, 1991-1993), interpretata da	Marion Ross.
- Alan Silver (33 episodi, 1991-1993), interpretato da	Danny Gerard.
- Jules Berger (33 episodi, 1991-1993), interpretato da	Louis Zorich.
- Phyllis Berger Silver (32 episodi, 1991-1993), interpretato da	Amy Aquino.
- George Silver (32 episodi, 1991-1993), interpretato da	Peter Friedman.
- Nathaniel Silver (32 episodi, 1991-1993), interpretato da	Matthew Louis Siegel.
- Nicholas Scamperelli (24 episodi, 1991-1993), interpretato da	Adam LaVorgna.

### Personaggi secondari
- Benny Belinsky (13 episodi, 1991-1993), interpretato da	Jake Jundef.
- Sid Elgart (12 episodi, 1991-1993), interpretato da	David Wohl.
- Katie Monahan (12 episodi, 1991-1993), interpretata da	Jenny Lewis.
- Zia Miriam (9 episodi, 1991-1992), interpretata da	Natalia Nogulich.
- Warren Butcher (7 episodi, 1991-1993), interpretato da	Aeryk Egan.
- Zio Willy (7 episodi, 1991-1993), interpretato da	Alan Blumenfeld.
- Rosemary Monahan (6 episodi, 1991-1993), interpretata da	Constance McCashin.
- Zia Sylvia (5 episodi, 1991-1992), interpretata da	Carol Kane.
- Mary Beth (4 episodi, 1991-1993), interpretata da	Lauren Woodland.
- Zio Buddy (4 episodi, 1991-1992), interpretato da	Murray Rubin.
- Bernard (4 episodi, 1991-1992), interpretato da	Armin Shimerman.
- tenente Monahan (3 episodi, 1991-1993), interpretato da	James Naughton.
- dottor Schulman (3 episodi, 1991-1992), interpretato da	Allan Arbus.
- Mrs. Belinsky (3 episodi, 1991-1992), interpretata da	Nancy Fish.
- Joe (3 episodi, 1991-1992), interpretato da	Stu Levin.
- Karen Frankel (3 episodi, 1992), interpretata da	Risa Littman.
- Harriet Mueller (3 episodi, 1992), interpretata da	Joyce Van Patten.

## Produzione
La serie, ideata da Gary David Goldberg, fu prodotta da Ubu Productions e Paramount Television e girata negli studios della Paramount a Los Angeles in California. Le musiche furono composte da Marvin Hamlisch, Alan Bergman e Marilyn Bergman (autori del tema musicale Just Over The Brookly Bridge cantato da Art Garfunkel).

### Registi
Tra i registi della serie sono accreditati:
- Sam Weisman (18 episodi, 1991-1993)
- Donald Reiker (3 episodi, 1991-1992)
- Brad Silberling (3 episodi, 1991-1992)
- Kenneth Zunder (2 episodi, 1992-1993)

## Distribuzione
La serie fu trasmessa negli Stati Uniti dal 20 settembre 1991 al 6 agosto 1993 sulla rete televisiva CBS. In Italia è stata trasmessa con il titolo Oltre il ponte.
Alcune delle uscite internazionali sono state:
- negli Stati Uniti il 20 settembre 1991 (Brooklyn Bridge)
- in Spagna (El puente de Brooklyn)
- in Polonia (Most Brooklynski)
- in Italia (Oltre il ponte)

## Episodi
| Stagione         | Episodi | Prima TV USA |
| ---------------- | ------- | ------------ |
| Prima stagione   | 20      | 1991-1992    |
| Seconda stagione | 13      | 1992-1993    |